# پاسکوال جردن
 پاسکوال جردن (انگلیسی: Pascual Jordan؛ زاده ۱۸ اکتبر ۱۹۰۲ درگذشته ۳۱ ژوئیهٔ ۱۹۸۰ (۷۷ سال)) فیزیک‌دان اهل آلمان بود.
وی همچنین برنده جوایزی همچون مدال ماکس پلانک شده است.